# Geomysaprinus moniliatus
Geomysaprinus moniliatus är en skalbaggsart som först beskrevs av Thomas Casey 1916.  Geomysaprinus moniliatus ingår i släktet Geomysaprinus och familjen stumpbaggar. Inga underarter finns listade i Catalogue of Life.